# Pseudanthias flavicauda
Pseudanthias flavicauda är en fiskart som beskrevs av Randall och Richard L. Pyle 2001. Pseudanthias flavicauda ingår i släktet Pseudanthias och familjen havsabborrfiskar. Inga underarter finns listade i Catalogue of Life.